# University of Alabama

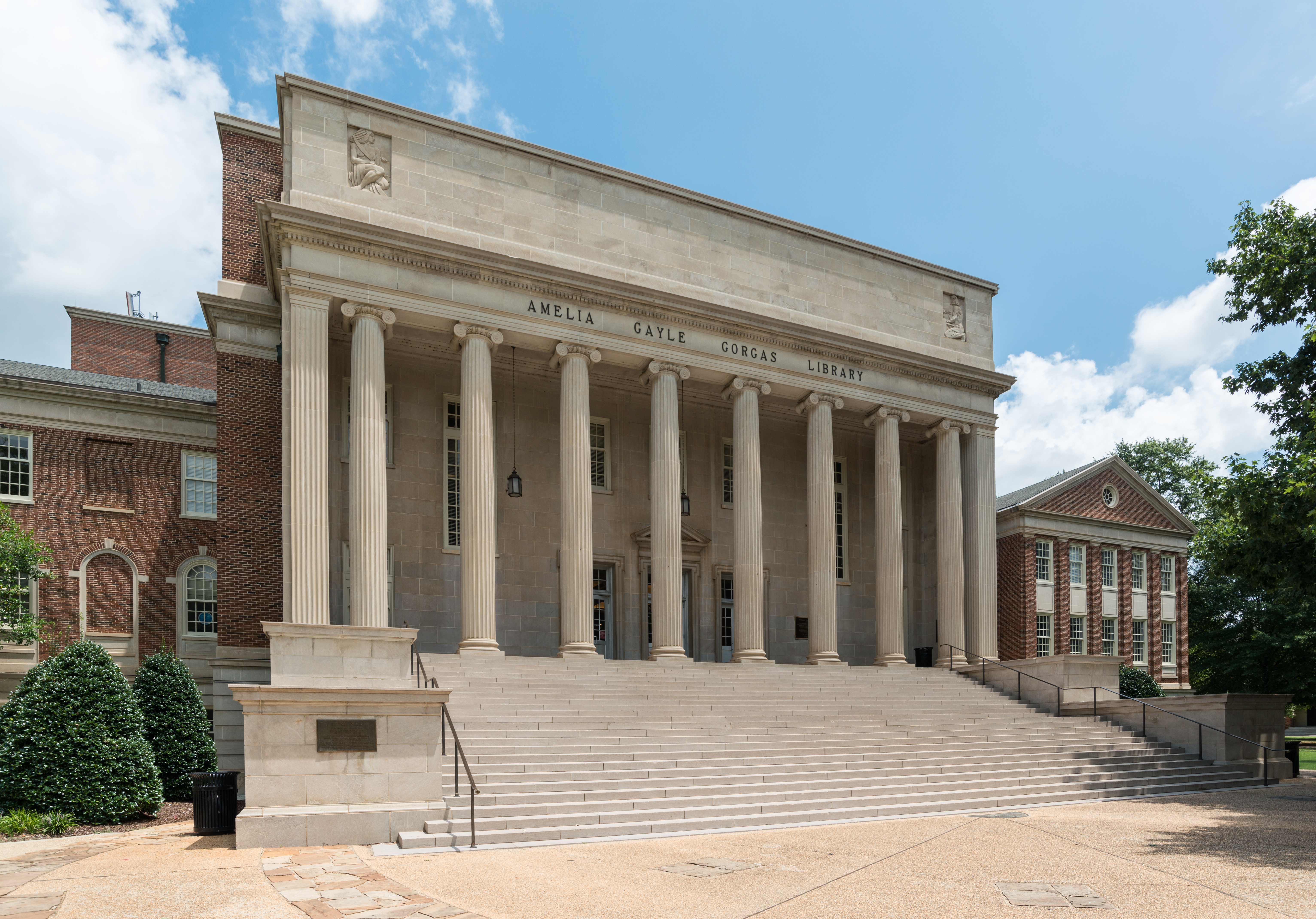
Die Amelia Gayle Gorgas Library

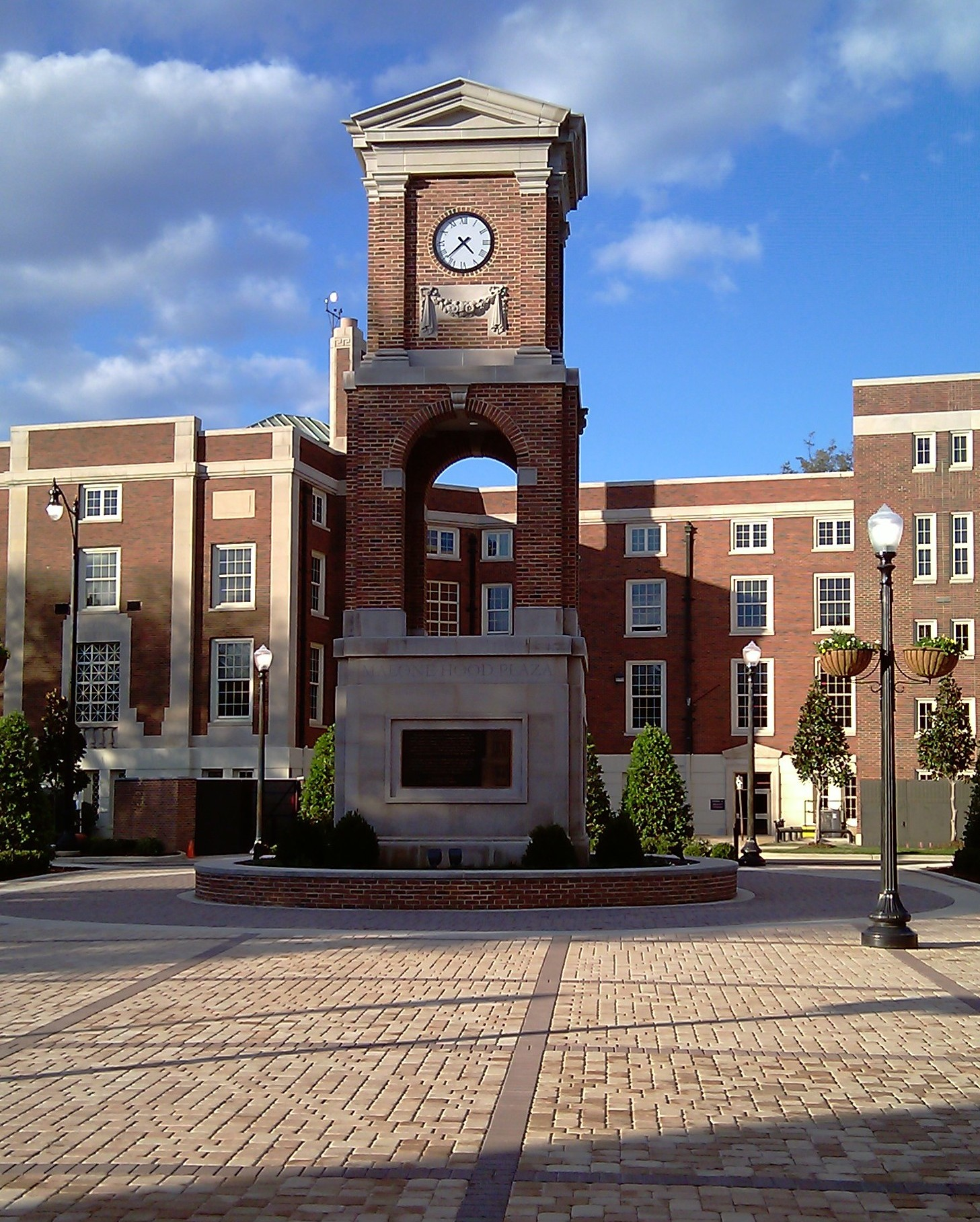
Autherine Lucy Clock Tower in der Malone Hood Plaza auf dem Campus der Universität

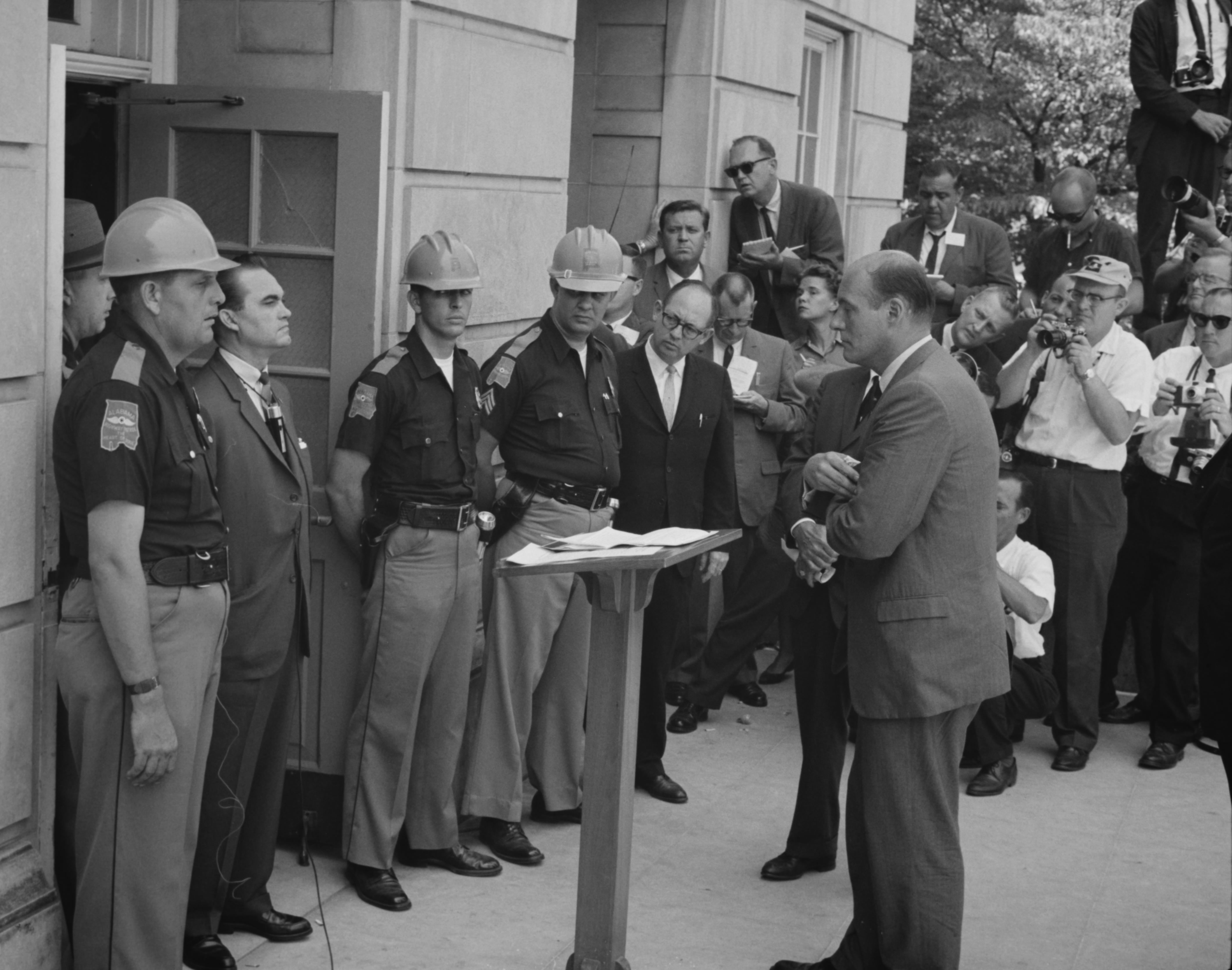
Stand in the Schoolhouse Door (1963): Gouverneur George Wallace vor dem Foster Auditorium der University of Alabama

Die University of Alabama (auch Alabama, UA oder Bama genannt) ist eine staatliche Universität in Tuscaloosa im Westen des US-Bundesstaates Alabama. Die Universität ist die größte öffentliche Hochschule in Alabama. Sie ist der wichtigste Standort des University of Alabama Systems.

## Geschichte
Die Universität wurde 1831 gegründet. Nach einer Eröffnungsfeier begann sie am 18. April mit ihrem Lehrbetrieb. Der Campus wurde nach dem Vorbild der University of Virginia in Charlottesville gestaltet, den Thomas Jefferson entworfen hatte. Von den in Antebellum-Architektur gestalteten Gebäuden existieren noch das President's Mansion, das viel kopierte Gorgas House von 1829 (das sich der Universitätspräsident und General Josiah Gorgas erbauen ließ), das Round House und das Observatory.
Mangelnde Disziplin und schlechtes Verhalten der Studenten bereiteten der Universität seit der Eröffnung größere Schwierigkeiten. Die ersten Präsidenten erzwangen daher strenge Richtlinien. Den Studenten wurde das Trinken, das Fluchen sowie unerlaubte Besuche außerhalb des Campus untersagt. Ausschreitungen und Schießereien traten öfter auf.
Um das schwere Disziplinproblem zu bekämpfen, setzte sich Präsident Landon Garland schließlich dafür ein, die Universität in eine Militärschule umzuwandeln und erhielt die Zustimmung der Regierung 1860. Viele der Kadetten, die die Schule absolvierten, dienten anschließend als Offiziere in der konföderierten Armee im Sezessionskrieg. Als Konsequenz wurde der Campus von Unionstruppen im April 1865 niedergebrannt. Nur vier Gebäude überstanden den Brand, darunter die 1841 erbaute Residenz des Präsidenten und das alte Observatorium.
Die Universität wurde 1871 und 1880 wieder eröffnet und gab ihre militärische Struktur auf, nachdem sie 1892 offiziell für Frauen geöffnet worden war.
Am 11. Juni 1963 kam es zum Stand in the Schoolhouse Door, als Alabamas Gouverneur George Wallace sich vor der Tür eines Gebäudes der Universität postierte, um zu verhindern, dass sich die beiden afroamerikanischen Studenten Vivian Malone und James Hood dort einschreiben, da dies gegen die bisherige Praxis der Segregation verstoßen würde. Erst nachdem Bundespolizisten, die Nationalgarde und der stellvertretenden Bundesjustizminister Nicholas Katzenbach ihn zum Wegtreten gezwungen hatten, machte er den Weg für die Studenten frei. Später in seinem Leben entschuldigte er sich für seine damalige Opposition zur Integration der „Rassen“.
In den 1970er Jahren fanden sich unter den Lehrenden der Universität einige ehemalige Wissenschaftler der NASA, die zuvor am Marshall Space Flight Center tätig gewesen waren, darunter Ernst Stuhlinger und Konrad Dannenberg.
Teile des Universitätsgeländes und einzelne Bauten sind in das National Register of Historic Places aufgenommen, darunter der Gorgas-Manly Historic District.

## Sonstiges
An der Universität befindet sich das University of Alabama Arboretum, ein Arboretum mit einer Fläche von 24,3 Hektar.

## Zahlen zu den Studierenden
Im Herbst 2021 waren 38.320 Studierende an der Universität von Alabama eingeschrieben. Im Herbst 2020 waren es 37.840 gewesen. Davon strebten 31.670 (83,7 %) ihren ersten Studienabschluss an, sie waren also undergraduates. Von diesen waren 56 % weiblich und 44 % männlich; 1 % bezeichneten sich als asiatisch, 11 % als schwarz/afroamerikanisch, 5 % als Hispanic/Latino und 77 % als weiß. 6.170 (16,3 %) arbeiteten auf einen weiteren Abschluss hin, sie waren graduates.
2015 waren 37.100 Studierende eingeschrieben, davon etwa 55 % der Frauen und 45 % Männer. 46 % stammten aus Alabama, 51 % aus anderen US-Bundesstaaten und 3 % waren Ausländer aus insgesamt 62 Ländern. 12 % waren Afroamerikaner und >2 % asiatische Amerikaner.

## Sport

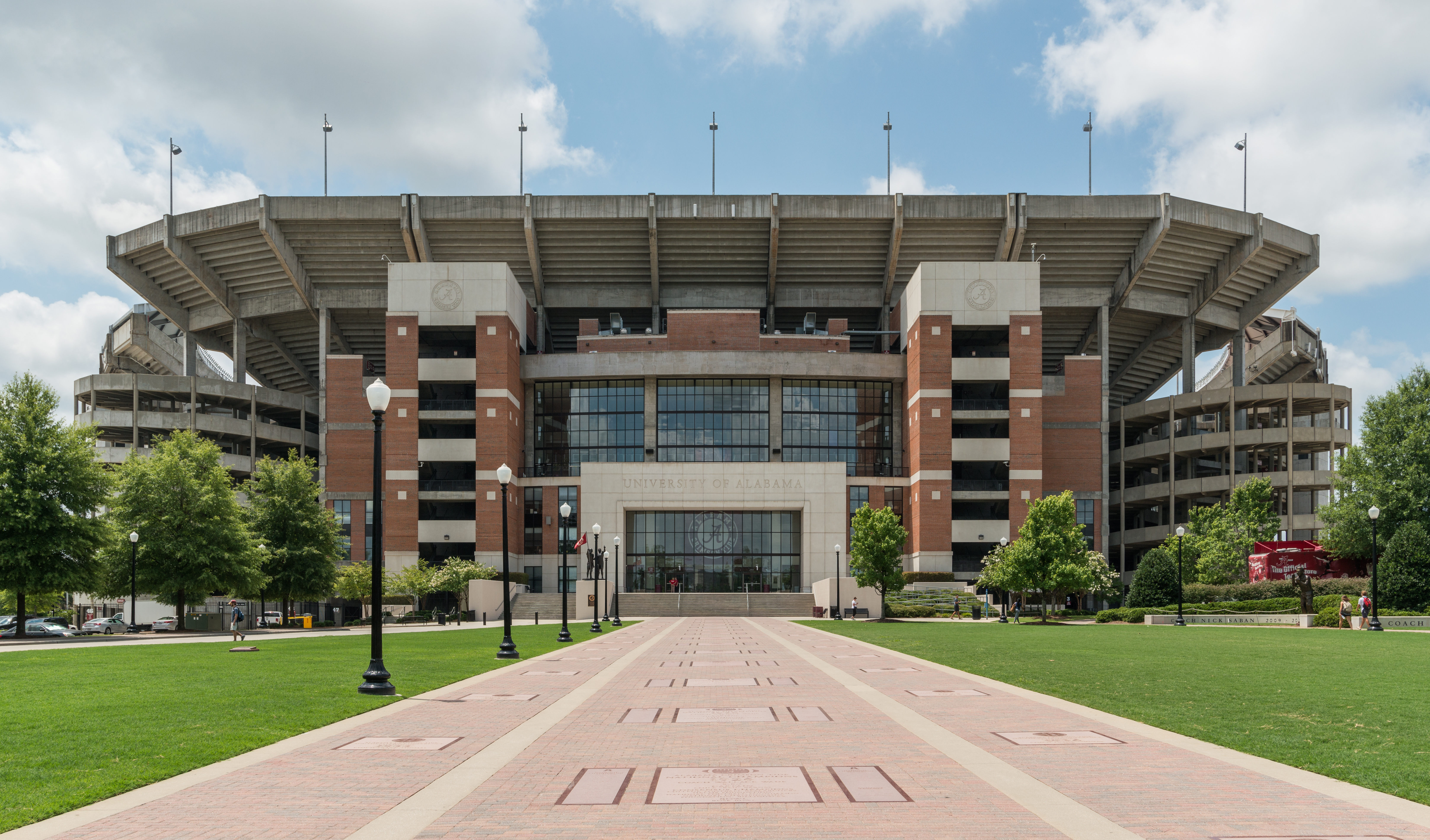
Bryant-Denny Stadium, das Footballstadion der Universität

Die Sportmannschaften der University of Alabama sind die Crimson Tide. Die Hochschule ist Mitglied der Southeastern Conference.

## Berühmte Absolventen

### Kunst und Geisteswissenschaften
- Mark Childress (* 1957), Autor
- Winston Groom (1943–2020), Autor
- Harper Lee (1926–2016), Schriftstellerin
- Autherine Lucy (1929–2022), Pädagogin, Aktivistin; 1956 die erste afroamerikanische Studentin

### Sport
- Shaun Alexander (* 1977), Footballspieler
- Jim Bowdoin (1904–1969), Footballspieler
- Ha Ha Clinton-Dix (* 1992), Footballspieler
- Alvin Kamara (* 1995), Footballspieler
- Derrick Henry (* 1994), Footballspieler
- Robert Horry (* 1970), Basketballspieler
- Tom Hupke (1910–1959), Footballspieler
- Don Hutson (1913–1997), Footballspieler
- Julio Jones (* 1989), Footballspieler
- Mac Jones (* 1998), Footballspieler
- Terry Jones, Footballspieler
- Lee Roy Jordan (* 1941), Footballspieler
- Eddie Lacy (* 1990), Footballspieler
- Bill Lee (1911–1998), Footballspieler
- AJ McCarron, Footballspieler
- Xavier McKinney (* 1999), Footballspieler
- Michael Myers, Footballspieler
- Joe Namath (* 1943), Footballspieler
- Ozzie Newsome (* 1956), Footballspieler
- Claude Perry (1901–1975), Footballspieler
- Calvin Ridley (* 1994), Footballspieler
- Collin Sexton (* 1999), Basketballspieler
- Joe Sewell (1898–1990), Baseballspieler
- DeVonta Smith (* 1998), Footballspieler
- Latrell Sprewell (* 1970), Basketballspieler
- Ken Stabler (1945–2015), Footballspieler
- Bart Starr (1934–2019), Footballspieler
- Tua Tagovailoa (* 1998), Footballspieler
- Gerald Wallace (* 1982), Basketballspieler
- Dont’a Hightower (* 1990), Footballspieler
- Brandon Miller (* 2002), Basketballspieler
- Bryce Young (* 2001), Footballspieler

### Unterhaltung
- Jim Nabors (1930–2017), Schauspieler

### Politik
- George Wallace (1919–1998), Gouverneur von Alabama (1963–1967, 1971–1979, 1983–1987)
- Jeff Sessions (* 1946), 2017 bis 2018 Justizminister der Vereinigten Staaten

### Wissenschaft, Technologie und Ingenieurwesen
- Timothy Leary (1920–1996), Psychologe und Schriftsteller
- Edward O. Wilson (1929–2021), Ameisenforscher
- Jimmy Wales (* 1966), Gründer der Wikipedia

### Bilder

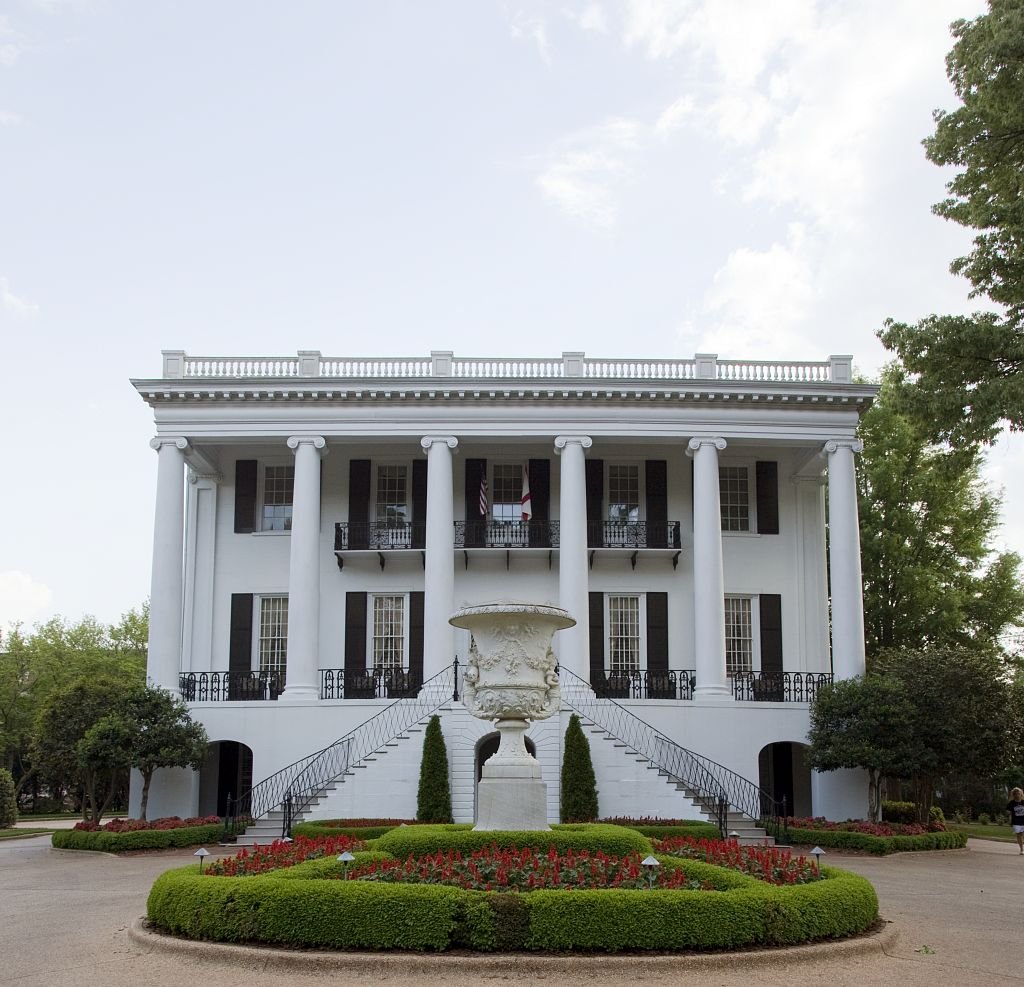
Haus des Universitätspräsidenten
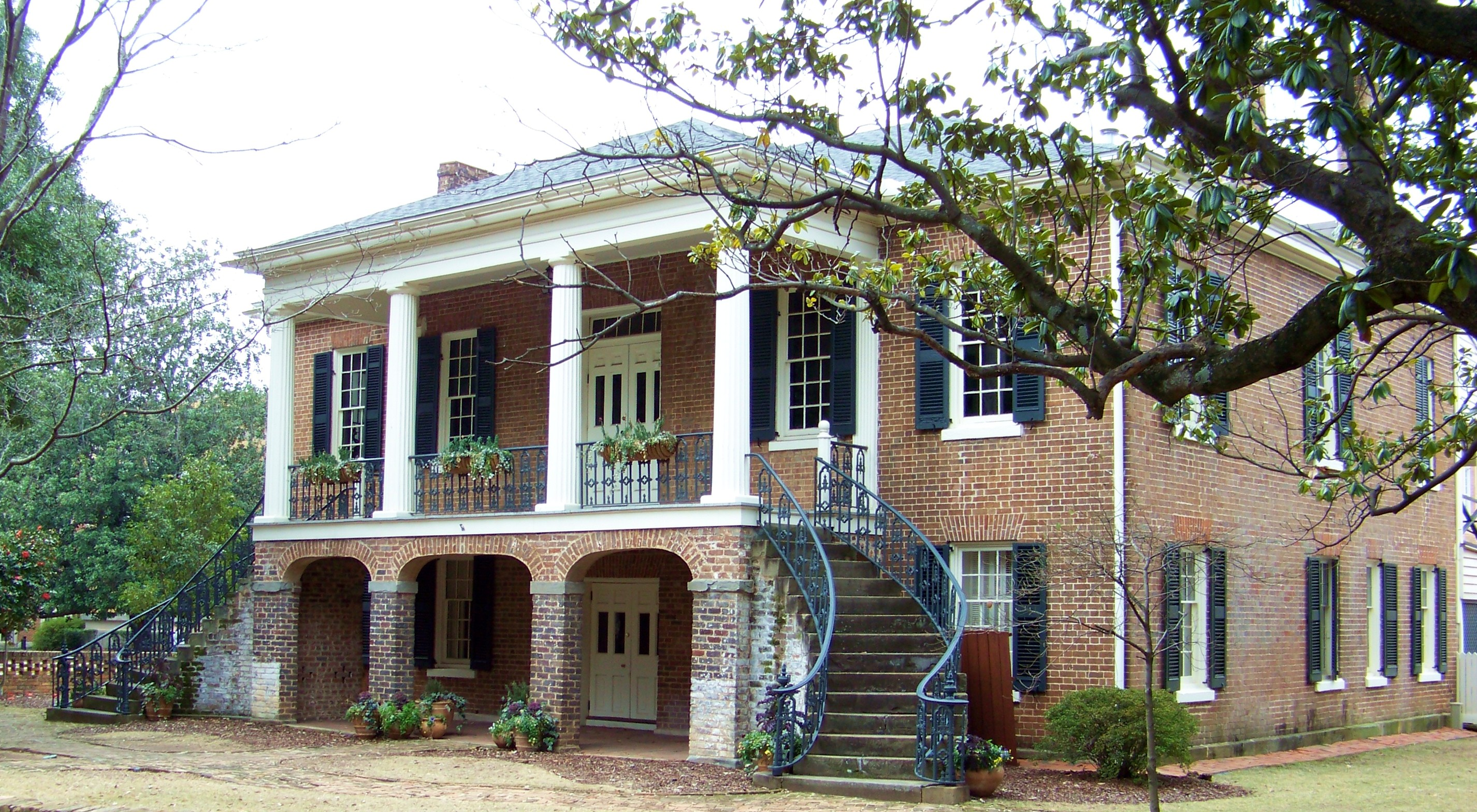
Gorgas-Haus
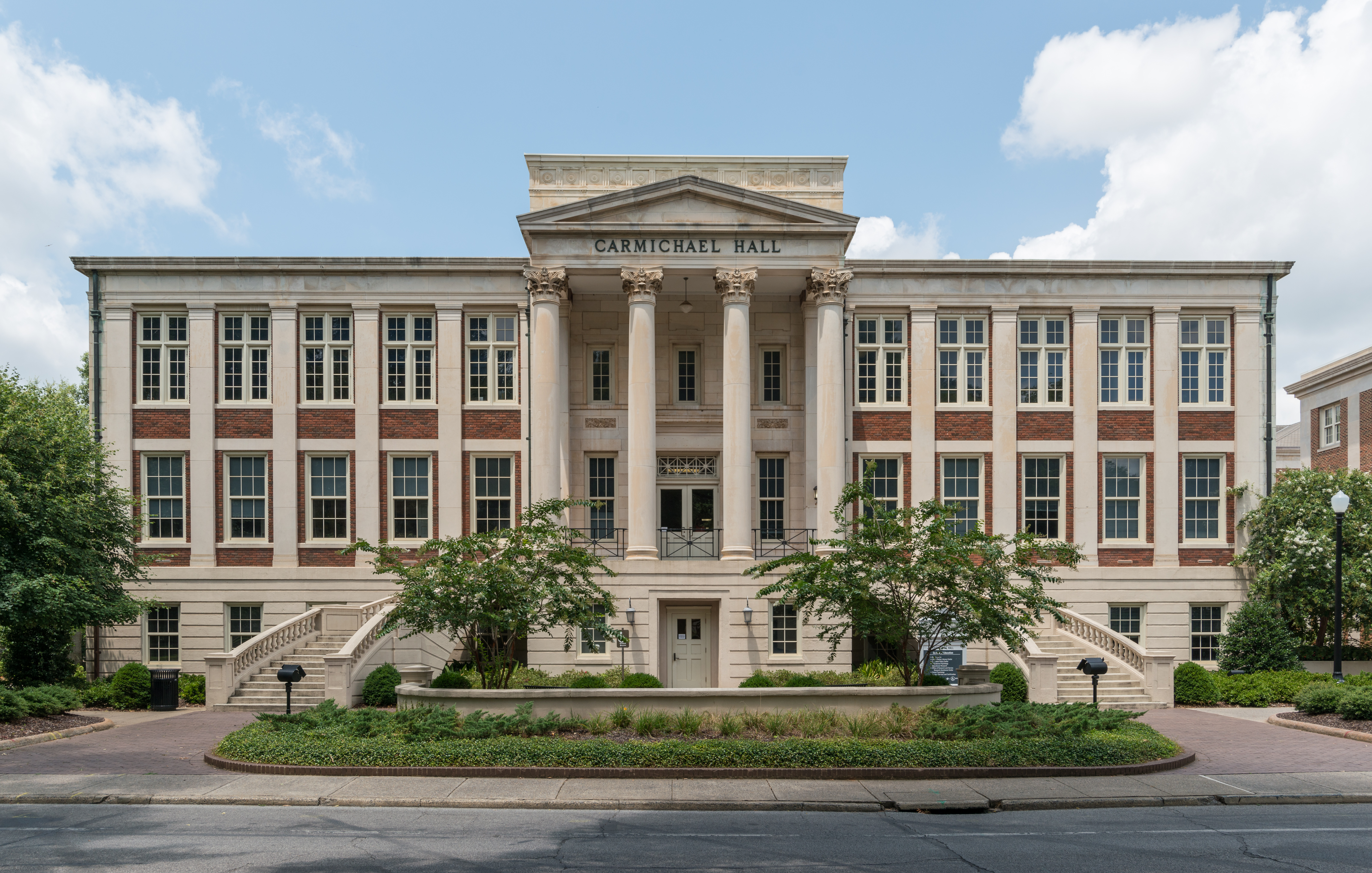
Carmichael Hall
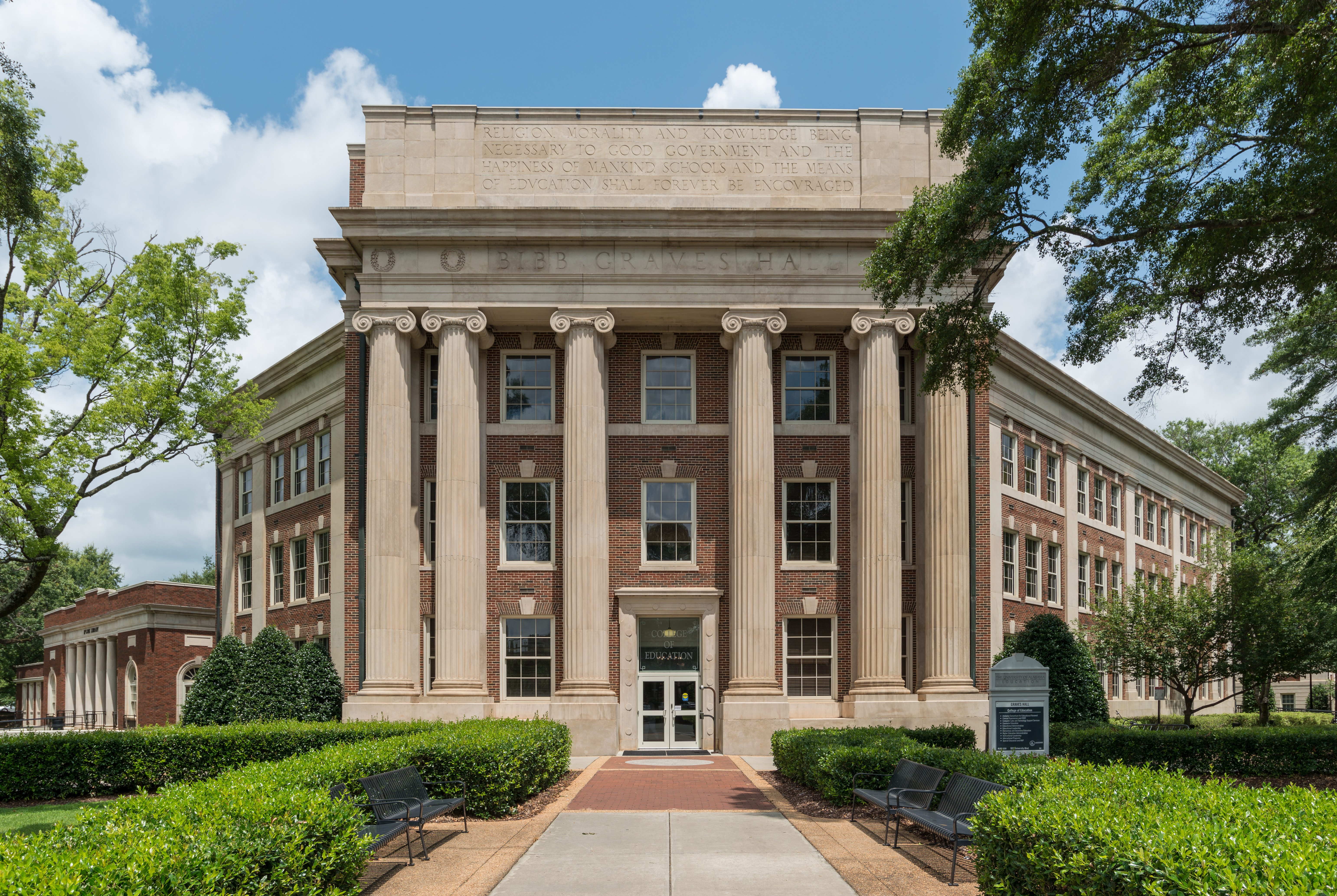
Bibb Graves Hall
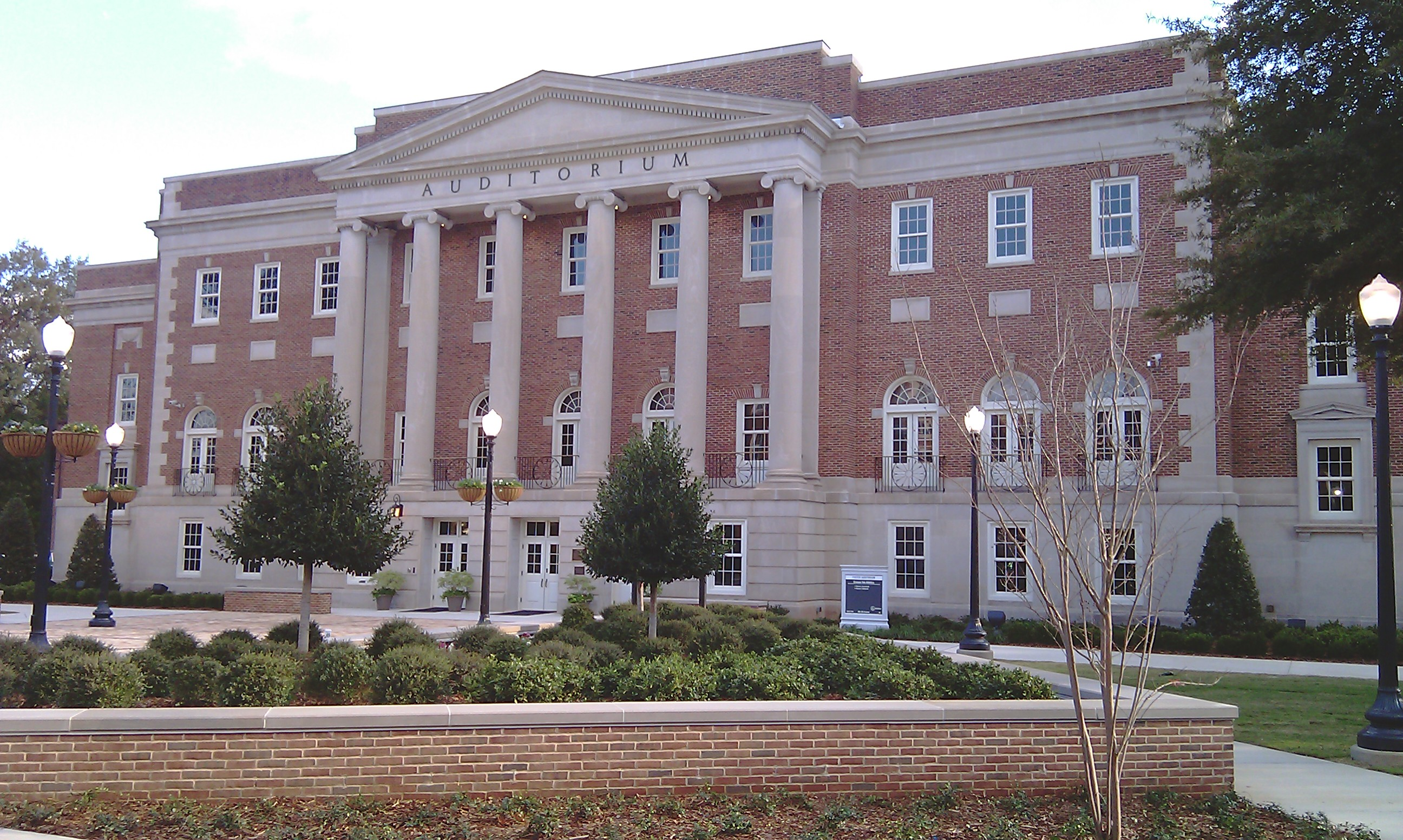
Foster Auditorium
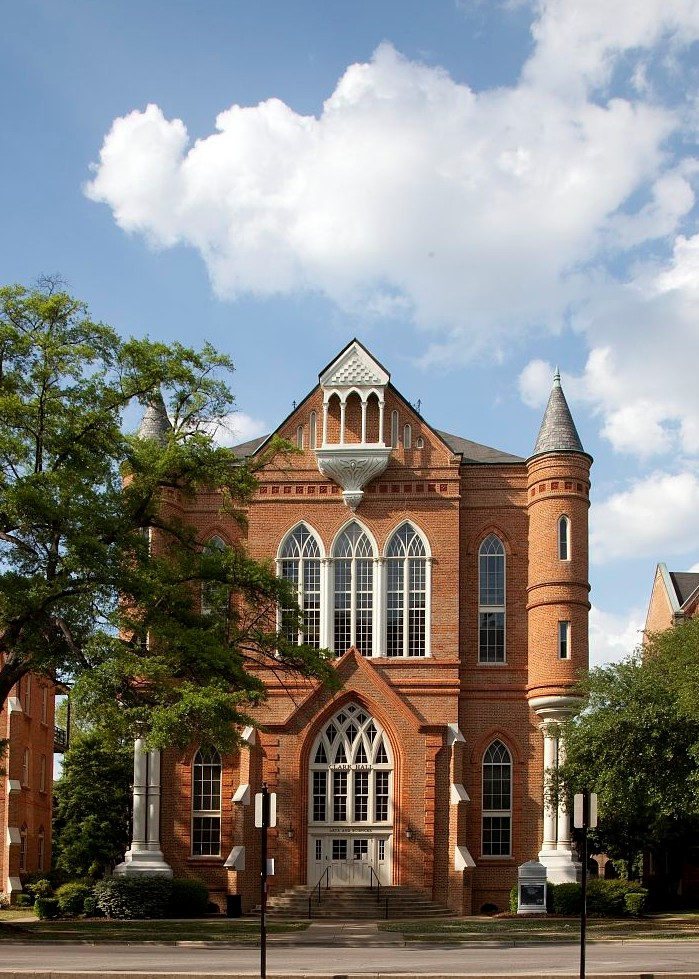
Clark Hall